# 若木駅
若木駅（ヤンモクえき）は、大韓民国慶尚北道漆谷郡若木面福星里にある、韓国鉄道公社（KORAIL）京釜線の駅。

## 駅構造
島式ホーム2面4線を有する地上駅。各ホームと駅舎とは構内踏切で連絡している。

### のりば
- 乗り場の番号は設定されていない。

| （上り2線） | 京釜線 | 金泉・大田・天安・ソウル方面 |
| （下り2線） | 京釜線 | 東大邱・密陽・亀浦・釜山方面 |

## 利用状況
2010年度の1日平均乗車人員は136人、1日平均乗降人員は284人である。

## 駅周辺
- 若木面事務所
- 若木中学校
- 若木初等学校
- 若木郵便局
- トゥマン川

## 歴史
- 1918年7月25日 - 開業。

## 隣の駅
韓国鉄道公社　
京釜線　
ITX-セマウル・大慶線
通過
ムグンファ号
沙谷駅 - 若木駅 - 倭館駅